# Clubes Unidos de Jalisco
Clubes Unidos de Jalisco es una asociación civil que tiene como objetivo el mantenimiento del Estadio Jalisco ubicado en la ciudad de Guadalajara, Jalisco. Actualmente la asociación se encuentra conformada por cuatro clubes, Atlas, Guadalajara, Cafessa y Universidad de Guadalajara como socio mayoritario con  78 acciones clase A 
La asociación es fundada en la ciudad de Guadalajara, Jalisco el 26 de octubre de 1956, teniendo como lugar de reunión la residencia de Alberto Alvo, entonces presidente del Club Atlas. En esta primera reunión se propuso la construcción de un estadio en Jalisco , siendo la idea original de Alvo y que fue aprobada por los demás miembros que en ese entonces eran representantes de los tres clubes fundadores el Atlas, Guadalajara y Oro.
La primera directiva estuvo conformada de la siguiente manera:
- Presidente: Evaristo Cárdenas, del Club Guadalajara.
- Secretario: Rosendo Martínez Sandoval, del Club Oro.
- Tesorero: Alberto Alvo, del Club Atlas.
- Vocales: Lic. Javier Herrera Díaz, Jesús Urrea y Salvador Hernández Montes, quien además deberá fungir como Comisario.
El objetivo inmediato del grupo formado, fue la construcción del Estadio Jalisco, al paso del tiempo de 1958 se logró concluir el inmueble y la asociación siguió en pie. Surgieron ligeras variantes en ella, siendo el año de 1970 donde se presentan las más relevantes, ya que ese año nace la franquicia de Leones Negros de la Universidad de Guadalajara que poco después se uniría a la asociación para jugar en el Estadio Jalisco. El ayuntamiento de Guadalajara cede su participación accionaria del estadio en favor de la U. de G.,lo que convierte en socia del inmueble a la casa de estudios; así mismo ese año se presenta el cambio de nombre del Club Deportivo Oro a Club Social y Deportivo Jalisco. En el año 2019 pasa de ser Jalisco a Cafessa que juega en la Segunda División de México en la Serie A: Grupo 2.
Fue entonces con la unificación de los 4 clubes, que se definió que la presidencia anual se rotaría entre los cuatro integrantes: Guadalajara, Oro-Jalisco, Universidad de Guadalajara y Atlas.

## Presidentes
| No. | Año       | Nombre                                  | Club             |
| 01  | 1957      | Sr. Evaristo Cárdenas Martínez          | Guadalajara      |
| 02  | 1958      | Sr. Luis Mrales Serrano                 | Atlas            |
| 03  | 1959      | Sr. Jorge Antonio Plata                 | Oro              |
| 04  | 1960      | Sr. Federico González Obregón           | Guadalajara      |
| 05  | 1961      | Ing. Carlos Mndoza Hermosillo           | Atlas            |
| 06  | 1962      | Sr. Jorge Antonio Plata                 | Oro              |
| 07  | 1963      | C.P. Alberto Esponda Macías             | Guadalajara      |
| 08  | 1964      | Sr. Felipe Zetter Zetter                | Atlas            |
| 09  | 1965      | Ing. Francisco Calderón Rodríguez       | Oro              |
| 10  | 1966      | Sr. José Agnessi Daeste                 | Guadalajara      |
| 11  | 1967      | Sr. Felipe Zetter Zetter                | Atlas            |
| 12  | 1968      | Sr. Francisco Torre Buera               | Oro              |
| 13  | 1969      | Ing. Enrique Ladrón de Guevara          | Guadalajara      |
| 14  | 1970      | Sr. Felipe Zetter Zetter                | Atlas            |
| 15  | 1971      | Sr. Carlos Garciaarce Ramírez           | Oro              |
| 16  | 1972      | Ing. Enrique Ladrón de Guevara          | Guadalajara      |
| 17  | 1973      | Ing. Juan de Dios de la Torre Valencia  | Atlas            |
| 18  | 1974      | Sr. Jacinto Lloret Perera               | Oro              |
| 19  | 1975      | Sr. Jaime Ruiz Llaguno                  | Guadalajara      |
| 20  | 1976      | Sr. Evaristo Cárdenas Martínez          | Guadalajara      |
| 21  | 1977      | Ing. Juan de Dios de la Torre Valencia  | Atlas            |
| 22  | 1978      | Ing. José Martínez Guitrón              | Atlas            |
| 23  | 1979      | Lic. Isidro Urzua Uribe                 | Jalisco          |
| 24  | 1980      | Sr. Alfonso Cuevas Calvilo              | Guadalajara      |
| 25  | 1981      | Lic. Félix Flores Gómez                 | U. de G.         |
| 26  | 1982      | Arq. Francisco Ibarra García de Quevedo | Atlas            |
| 27  | 1983      | Sr. Federico del Toro Curiel            | Jalisco          |
| 28  | 1984      | Sr. Carlos González Lozano              | Guadalajara      |
| 29  | 1985      | Lic. Félix Flores Gómez                 | U. de G.         |
| 30  | 1986      | Ing Salvador Ibarra Álvarez del C.      | Atlas            |
| 31  | 1987      | Lic. José A. Cortés Rivera              | Jalisco          |
| 32  | 1988      | Sr. Marcelino García Paniagua           | Guadalajara      |
|     |           | Lic Sergio Ruiz Lacroix                 | Guadalajara      |
| 33  | 1989      | Lic. Félix Flores Gómez                 | U. de G.         |
|     |           | Arq. Jorge E. Zambrano Villa            | U. de G.         |
| 34  | 1990      | Lic. Alberto de la Torre Bouvet         | Atlas            |
| 35  | 1991      | Lic. José A. Cortés Rivera              | Jalisco          |
| 36  | 1992      | Lic. Aurelio Martínez Flores            | Guadalajara      |
| 37  | 1993      | Lic. Guillermo Lara Guadarrama          | U. de G.         |
|     |           | C.D. Víctor M. Ramírez Anguiano         | U. de G.         |
| 38  | 1994      | Sr. Guillermo Ramírez Martín            | Atlas            |
| 39  | 1995      | Lic. José A. Cortés Rivera              | Jalisco          |
| 40  | 1996      | Lic. Salvador Martínez Garza            | Guadalajara      |
| 41  | 1997/1998 | Lic. Arturo Lomelí Villalobos           | U. de G.         |
| 42  | 1998/1999 | Arq. Francisco Ibarra García de Quevedo | Atlas            |
| 43  | 1999/2000 | Ing. José Ma. Martínez Gallardo         | Jalisco          |
| 44  | 2000/2001 | Lic. Santiago Martínez de la Torre      | Guadalajara      |
| 45  | 2002/2003 | C.D. Víctor M. Ramírez Anguiano         | U. de G.         |
| 46  | 2003/2004 | Ing. Ernesto Fregoso Dueñas             | Atlas            |
| 47  | 2004/2005 | Lic. José Julián Jordan González        | Jalisco          |
| 48  | 2005/2006 | L.C.P. Gustavo Arturo López Padilla     | Guadalajara      |
| 49  | 2006/2007 | Lic. Jorge Enrique Zambrano Villa       | U. de G.         |
| 50  | 2007/2010 | Lic. Arturo Ramos Alatorre              | Atlas            |
| 51  | 2011/2012 | Lic. Arturo Gálvez Alfaro               | Club Guadalajara |
| 52  | 2013/2017 | Lic. Alberto Castellanos                | U. de G.         |